# Suchtstoffkontrollrat
Der Internationale Suchtstoffkontrollrat (englisch International Narcotic Control Board INCB) in Wien wurde 1968 aufgrund des Einheitsabkommens über die Betäubungsmittel von 1961 gegründet.
Der INCB überwacht die Einhaltung der internationalen UNO-Drogenkontrollverträge über den Anbau, die Produktion und Verwendung von Drogen. Diese müssen auf medizinische und wissenschaftliche Zwecke beschränkt bleiben. Chemikalien dürfen nicht zur illegalen Herstellung von Drogen verwendet werden.
Der Rat besteht aus 13 regierungsunabhängigen Experten. Die Vertragsstaaten des Übereinkommens der Vereinten Nationen gegen den unerlaubten Verkehr mit Suchtstoffen und psychotropen Stoffen von 1988 sind verpflichtet, dem INCB regelmäßig Informationen zu liefern (Art. 12). Mit Hilfe dieser Daten kann sich der INCB einen weltweiten Überblick über alle verfügbaren Drogen in Produktion und Handel verschaffen.
Der INCB erteilt Auskünfte auf Anfragen über die Rechtmäßigkeit beim Handel mit den kontrollierten Substanzen. Übersteigt die Menge den normalen legalen Bedarf und besteht der Verdacht auf Missbrauch, so kann der INCB bei den zuständigen Behörden der exportierenden Länder intervenieren, um diese Lieferungen zu verhindern.

## Jahresberichte
In seinen Jahresberichten analysiert der INCB die globale Drogensituation, warnt die Regierungen vor negativen Entwicklungen und gibt Empfehlungen für Verbesserungen ab. Drei technische Berichte über Suchtstoffe, psychotrope Substanzen und illegale Chemikalien ergänzen den Bericht.
In seinem Jahresbericht 2000 zum Beispiel kritisiert der INCB die übermäßige Verordnung legaler Beruhigungsmittel (Benzodiazepine) in den USA und Europa. Im Jahresbericht 2007 warnt der Internationale Suchtstoffkontrollrat unter anderem vor zunehmender Drogenkriminalität und dem Mohnanbau in Afghanistan und kritisiert eine mangelnde Verfolgung „großer“ Drogenhändler.